# Homolophus funestus
Homolophus funestus is een hooiwagen uit de familie echte hooiwagens (Phalangiidae).